# Calgary-Sud-Est
Pour les articles homonymes, voir Calgary (homonymie).
Calgary-Sud-Est était une circonscription électorale fédérale canadienne de l'Alberta.

## Circonscription fédérale
La circonscription se situait au sud de l'Alberta et représentait le sud-est de la ville de Calgary.
Les circonscriptions limitrophes étaient Calgary-Est, Calgary-Sud-Ouest, Crowfoot et Macleod.
Elle possédait une population de 125 738 personnes, dont 97 417 électeurs, sur une superficie de 119 km2. 

## Résultats électoraux
|       | Candidat          | Parti        | # de voix | % des voix |
|       | (x) Jason Kenney  | Conservateur | +48 173,  | 76,26 %    |
|       | Brian MacPhee     | Libéral      | +04 020,  | 6,36 %     |
|       | Kirk Oates        | NPD          | +06 482,  | 10,26 %    |
|       | Brett Spencer     | Vert         | +04 079,  | 6,46 %     |
|       | Paul Fromm        | Western      | +00193,   | 0,31 %     |
|       | Antoni Grochowski | Indépendant  | +00225,   | 0,36 %     |
| Total | Total             | Total        | 63 172    | 100 %      |

|       | Candidat          | Parti        | # de voix | % des voix |
|       | (x) Jason Kenney  | Conservateur | +41 322,  | 73,83 %    |
|       | Brad Carroll      | Libéral      | +04 880,  | 8,72 %     |
|       | Chris Willott     | NPD          | +04 024,  | 7,19 %     |
|       | Margaret Chandler | Vert         | +05 744,  | 10,26 %    |
| Total | Total             | Total        | 55 970    | 100 %      |

## Historique
La circonscription fut créée en 1986 à partir des circonscriptions de Calgary-Est, Bow River et Calgary-Sud. Abolie lors du redécoupage de 2012, elle fut redistribuée parmi Calgary Shepard et Calgary Midnapore.
1. 1988-1993 — Lee Richardson, PC
2. 1993-1997 — Jan Brown, PR  (1993-1996) et IND (1996-1997)
3. 1997-2015 — Jason Kenney, PR (1997-2000), AC (2000-2003) et PCC (2003-....)

- AC = Alliance canadienne
- PC = Parti progressiste-conservateur
- PCC = Parti conservateur du Canada
- PR = Parti réformiste du Canada

1. ↑  Élections Canada.